# Megophtalmidia plaumanni
Megophtalmidia plaumanni är en tvåvingeart som beskrevs av Lane 1954. Megophtalmidia plaumanni ingår i släktet Megophtalmidia och familjen svampmyggor. Inga underarter finns listade i Catalogue of Life.